# Леопольд Шпанн
Леопольд Губерт Шпанн (нім. Leopold Hubert Spann; нар. 20 грудня 1908, Баєрбах, Баварське королівство, Німецька імперія — пом. 25 квітня 1945, Лінц, Нацистська Німеччина) — німецький юрист, оберштурмбанфюрер СС, керівник відділку гестапо в Саарбрюкені, командир поліції безпеки та СД в Миколаєві.

## Життєпис
Народився 20 грудня 1908 року в Баварії. Після закінчення школи вивчав юриспруденцію у Мюнхенському університеті, у 1935 році здобув ступінь доктора в галузі права.
У 1924 році приєднався до штурмових загонів СА. У 1927 році вступив на службу до австрійської жандармерії. У 1932 році вступив до НСДАП (членський білет № 899638), у 1935 – до СС (№ 275503). З того ж року служив в гестапо.
У березні 1938 року після аншлюса Австрії обіймав посаду заступника начальника гестапо в Інсбруці. Під час кришталевої ночі у тому ж році Шпанн разом з іншими нацистами за вказівкою гауляйтера Франца Хоффера і оберфюрера СС Йоганна Фейла організував групи нацистів, що тероризували єврейське населення.
На початку січня 1940 року був переведений у відділок гестапо в Козліни, яке очолив 1 червня.
20 березня 1942 року прибув в Миколаїв і прийняв командування поліцією безпеки та СД з рук Ганса Занднера, який раніше був призначений тимчасовим шефом цієї установи. Заклад було перейменовано з «ЕК Ц-5» (нім. Einsatzkommando С 5) поліції безпеки та СД в Управління поліції безпеки та СД. Займав цю посаду до серпня 1943 року.
У листопаді 1943 року був переведений з відділку гестапо у Щецині в гестапо в Саарбрюккені, яке очолював до липня 1944 року. Шпанн і його підлеглий, Еміль Шульц, за вказівкою Головного управління імперської безпеки розстріляли 29 березня 1944 року двох втікачів з табору Шталаг Люфт III, офіцерів Роджера Бушеля та Бернхарда Шайдхауера на автобані між Кайзерслаутерном та Ландштулем.
З кінця 1944 до квітня 1945 року Шпанн керував гестапо в місті Лінц. Загинув під час повітряного нальоту США на Лінц 25 квітня 1945 року.